# Jean-Marie Ecay
Jean-Marie Ecay est un guitariste français, né le 22 Mai 1962 à Saint-Jean-de-Luz (Pyrénées-Atlantiques, France).
Il a participé à de nombreux albums et concerts avec notamment Didier Lockwood, Alain Caron, Billy Cobham, Randy Brecker, Gino Vannelli, Claude Nougaro, Richard Galliano, Carles Benavent, Eddy Louiss. Il a enregistré quatre CD et un DVD en solo.

## Biographie
Après quatre ans de solfège au conservatoire de Bayonne et un an de cours de guitare, son apprentissage se fait de façon autodidacte. Il commence à jouer dans divers groupes locaux de sa région à partir de 1976.
En 1981, Jean-Marie, alors inscrit au conservatoire de Bordeaux, est déçu par l'environnement pédagogique classique. Il s'inscrit l'année suivante en faculté d'espagnol, à Pau. Son apprentissage musical sera dès lors essentiellement autodidacte.
De 1983 à 1988, il s'établit en Espagne où il intègre le groupe pop basque Itoiz. Il joue parallèlement dans le groupe rock Orquesta Mondragon et crée avec Ángel Celada (es) le groupe fusion La Noche. Il joue avec Jorge Pardo, Carles Benavent et, en France, il se produit avec Bernard Lubat, grâce auquel il rencontre Didier Lockwood.
Il se produit avec le Didier Lockwood Group pendant quatre ans, à travers le monde. En 1992, il est membre du trio Caron-Ecay-Lockwood, qui a d'ailleurs publié un album éponyme la même année. Le trio tourne en France, en Chine, en Corée et au Canada. Entre 1994 et 1998, Jean-Marie travaille et compose avec Claude Nougaro. En 1995, il sort son premier album solo live Atlantic Blues.
Entre 1999 et 2003, Jean-Marie se produit régulièrement avec Richard Galliano.
En 2001, Ecay produit son deuxième disque World Energy Blues. Il joue aussi avec Eddy Louiss, Jean-Pierre Como, Ivan Paduart, Dee Dee Bridgewater, Marc Berthoumieux, Jean-Félix Lalanne (Autour de la Guitare), et fait des séances de studio avec Jacques Higelin, Stanley Clarke et Barbara.
Il partage sa vie entre Paris et le Pays basque. Un DVD de Jean-Marie Ecay enregistré à Biarritz sort fin 2004. Depuis quelque temps, le guitariste tourne régulièrement avec André Charlier et Benoît Sourisse, ainsi qu'avec le trompettiste Eric Le Lann, dans un duo consacré à la musique de Tom Jobim. En 2005, les deux musiciens sortent un CD simplement intitulé Play Jobim. Jean-Marie Ecay joue également avec Alex Acuna et Dominique Di Piazza et prépare un nouveau disque, en trio.
En 2015, il participe à la tournée Autour de la Guitare de Jean-Félix Lalanne, qui se produit dans les Zénith à travers toute la France, dont Paris.

## Discographie
- Discographie : https://www.discogs.com/fr/artist/677802-Jean-Marie-Ecay

## Leader
- 1995 : Atlantic Blues - Live at the Hot Brass
- 2011 : World Energy Blues
- 2014 : Gemini mode
- 2017 : Hamaika

## Avec La Noche
- 1988 : Blue Limbo

## Avec Amaro
- 1990 : Bajo Presión - Joue et produit l'album

## Avec Le Didier Lockwood Group
- 1990 : Phœnix 90
- 1993 : DLG

## Trio  Alain Caron, JM Ecay,  Didier Lockwood
- 1992 : Caron/Ecay/Lockwood

## Avec Claude Nougaro
- 1997 : L'Enfant phare
- 1999 : Hombre et Lumière

## En Duo
- 2005 : Eric Lelann et JM Ecay Play Jobim
- 2019: Ane August et JM Ecay: Let it flow « tribute to Ella Fiszgerald and Joe Pass"
- 2024: Pablo Fdez Arrieta et JM Ecay: Gitarxoari

## Avec Le Billy Cobham Band
- 2007: Fruit from the loam
- 2010 :Palindrome
- 2011 : Live In Leverkusen
- 2012:  Tales from skeleton coast

## Avec Loïc Pontieux Group
- 2011 : Voyage D'une Plume

## DVD
- 2004 : Live In Biarritz 2003

Musiciens :
- Guitare - Jean-Marie Ecay
- Claviers, Violon – Christophe Cravero
- Accordéon – Marc Berthoumieux
- Basse – Philippe Chayeb
- Batterie – Loïc Pontieux
- Saxophone – Thierry Farrugia
- Trombone – Daniel Zimmermann
- Trompette – Christian Martinez

Avec comme invité spécial :
- Violon – Didier Lockwood

+
- Interview Sous Forme de Reportage
- Mini Concert Avec Juan Carlos Perez (Cinq Titres Réarrangés Du Groupe Itoiz Featuring – Juan Carlos Pérez)